# Vittima dei Mormoni
Vittima dei mormoni (Mormonens offer) è un film muto del 1911 diretto da August Blom.

## Trama
La giovane Nina Gram, anche perché trascurata dal fidanzato Sven, si lascia ammaliare dal predicatore mormone Andrew Larsson, che, circonvenendola, la induce a recarsi nello Utah con lui.
Mentre la polizia, allertata dai famigliari di Nina, si mette sulle loro tracce, Nina stessa si riprende, e decide di tornare a casa, ma a quel punto Andrew, con la complicità di un amico, la costringe a seguirlo con la forza.
I due si imbarcano, operando uno scambio di persona con altri passeggeri, a seguito del quale viene arrestata la persona sbagliata. Allora la polizia comunica al telegrafista della nave la descrizione di Nina, perché venga rintracciata dal personale di bordo. Andrew però le somministra un sonnifero per impedire che chieda aiuto, la rinchiude in cabina, ed imbavaglia ed immobilizza il telegrafista.
Alla fine Andrew e Nina sbarcano a New York, e si recano nella casa di Andrew, nello Utah, dove, ancora una volta Nina viene rinchiusa. Una delle mogli di Andrew, resasi conto della situazione, cerca di liberare Nina, ma senza successo.
Sven e Olaf, il fratello di Nina, decidono di recarsi nello Utah, e, dopo vicissitudini varie, sempre col fondamentale aiuto della moglie di Andrew, riescono a rintracciare e a liberare la ragazza rapita.

## Produzione
Il film fu prodotto da Ole Olsen per la Nordisk Film Kompagni.

## Distribuzione
Distribuito in Danimarca dalla Nordisk Film Kompagni, il film fu presentato in prima il 2 ottobre 1911 al Panoptikon di Copenaghen. Nel Regno Unito, uscì il 10 ottobre 1911; in Finlandia, il 23 ottobre con il titolo Mormoonin uhri. Importato dalla Great Northern Film Company, fu distribuito negli Stati Uniti il 5 febbraio 1912 dalla Motion Picture Distributors and Sales Company. In Italia, il film uscì nel 1914, distribuito dalla Scalzaferri con il visto di censura 5400.